# Evelina Zimmermann
Pour les articles homonymes, voir Zimmermann.
Evelina Vladimirovna Zimmermann (dite Inna en famille), née à Perm à la fin des années 1860 et morte après les années 1930, est une pédagogue russe qui, selon certains spécialistes, a inspiré le personnage d'Irina de la pièce de Tchekhov, Les Trois Sœurs, de la même manière que ses sœurs Ottilia et Margarita inspirèrent les personnages d'Olga et de Macha.

## Biographie
Evelina Zimmermann est la fille cadette du médecin-chef de la clinique Alexandrovskaïa de Perm, Vladimir Ivanovitch Zimmermann, luthérien d'origine allemande. Elle est élevée dans un milieu cultivé de province, fait ses études au lycée de jeunes filles de Perm, et rêve de se rendre à Moscou, pour donner corps à ses rêves. Comme dans la pièce de Tchekhov, les trois sœurs ont déjà perdu leur mère à l'époque où l'écrivain demeure à Perm, étape de son voyage vers Sakhaline en 1890. Cette ville lui laisse une forte impression, comme il l'écrira plus tard à Gorki, et il lui confie s'être inspiré de Perm pour l'atmosphère des Trois Sœurs. 
Evelina est comme dans la pièce la seule à être mariée. Elle est jolie et blonde aux yeux clairs et épouse Vassili Ivanovitch Hennig, propriétaire d'une imprimerie à Perm. De cette union sont issus cinq fils et deux filles et elle devient veuve assez tôt. C'est en 1886 que les trois sœurs Zimmermann fondent une école privée qui devient le premier lycée privé de garçons de Perm et qui est affilié aux programmes d'État à partir de 1907. Ottilia, l'aînée, en est la directrice, et Margarita est professeur d'allemand. Evelina enseigne aussi l'allemand, sa langue maternelle.
Le lycée Zimmermann élève des générations de futures notabilités locales, mais il est fermé par les autorités bolchéviques en 1919, lorsque les Rouges prennent le pouvoir dans la région. Ottilia est arrêtée et meurt en prison en septembre 1920 à l'âge de cinquante-sept ans. On ne connaît pas grand-chose du destin d'Evelina après 1920 qui part pour Moscou, évidemment dans des conditions différentes de celles rêvées dans sa jeunesse. L'un de ses petits-fils, Vladimir Ivanovitch Yavoïski (ou Jawoycki) mort en 1988, était directeur de l'institut de l'acier à Moscou.  
Une stèle en granite noir a été élevée le 5 octobre 2006 dans le carré luthérien du cimetière de l'Egochikha à Perm en mémoire des trois sœurs Zimmermann, rappelant qu'elles inspirèrent Tchekhov.